# Chi vuol dormire nel mio letto?
Chi vuol dormire nel mio letto? (Méfiez-vous, mesdames!) è un film del 1963 diretto da André Hunebelle.

## Trama
Dopo aver passato qualche mese al fresco per assegni a vuoto, Charles decide di sistemarsi mettendo un annuncio sulle inserzioni matrimoniali di un giornale. Ma le donne interessate non sembrano essere molto "convenienti".